# Chris Webster
Christopher Webster (* 6. Oktober 1986 in Dunstable) ist ein britischer Schauspieler. 

## Leben und Karriere
Webster wuchs in einem kleinen Dorf auf dem Lande Englands auf. Bereits in seiner Schulzeit wollte er Schauspieler werden. Auf Drängen seiner Eltern, dass er einen Abschluss erlangen sollte, studierte er aber zunächst im King’s College London Soziologie des Krieges. In britischen Produktionen trat er hauptsächlich in Episodenrollen auf sowie 2011 in der Miniserie Hidden. 2015 zog er mit seiner amerikanischen Frau in die Vereinigten Staaten, wo er 2017 eine längere Rolle für die vierte Staffel von Turn: Washington’s Spies als der historische Unabhängigkeitskriegssoldat John Champe spielte. Größere Bekanntheit erreichte er als längerfristige Antagonisten-Nebenrolle in den beiden von Nick Santora entwickelten Serien Most Dangerous Game ab 2020 und Reacher ab 2022.

## Filmografie
- 2001: Meine Eltern, die Aliens (1 Episode)
- 2002: About a Boy oder: Der Tag der toten Ente (Film)
- 2008: Clone (1 Episode)
- 2010: Missing (1 Episode)
- 2011: Hidden (3 Episoden)
- 2013: Holby City (1 Episode)
- 2013: The Painter (Kurzfilm)
- 2014: Inspector Banks (2 Episoden)
- 2014: Undressed (Kurzfilm)
- 2015: Father Brown
- 2015: Cucumber (2 Episoden)
- 2015: Doctors (1 Episode)
- 2016: Sh*t We Do (Kurzfilm)
- 2017: Turn: Washington’s Spies (4 Episoden)
- 2017: American Assassin (Film)
- 2017: Relationship Status (2 Episoden)
- 2018: Twenty Questions (Kurzfilm, auch Drehbuch und Produktion)
- 2018: Making Partner (1 Episode)
- 2020–2023: Most Dangerous Game (12 Episoden)
- 2021: Tricycles (1 Episode)
- 2022: Reacher (7 Episoden)
- 2023: Magnum P.I. (1 Episode)